# سلالة شاه مير
سلالة شاه مير هي سلالة مسلمة حكمت كشمير، خلال الفترة من 1339 إلى 1561م، عملت السلالة على نشر الإسلام في كشمير.

## أصولهم
أسس شاه مير هذه الأسرة الحاكمة عام 1339 م، وهناك نظريتان تتعلقان بأصل شاه مير. يذكر المؤرخ عبد القدير رفيقي أن بعض السجلات الفارسية لكشمير تصف شاه مير بأنه سليل لحكام سوات، ويُعتقد أنه من المرجح أنه كان سليلًا للمهاجرين الأتراك أو الفرس الذين تزاوجوا مع الشعوب الأصلية المحلية في سوات. وقد اقترح أيضًا أنه ينتمي إلى عائلة رافقت الحكيم ابن شهاب الهمداني.
وقيل أنه ينتمي إلى عائلة بطل تاريخي يدعى بارثا، وقيل أنه حفيد مهابهاراتا بطل أرجونا. وجاء في مخطوطة «آئینِ أکبري» أن شاه مير ينتمي إلى شعب الغوجار. بينما يقبل معظم المؤرخين الحديثين أن شاه مير أصله من سوات،

## الآثار المعمارية
تركت سلالة شاه مير العديد من الآثار المعمارية في كشمير مثل:
- مسجد جاميا، في سريناجار مسجد جاميا
- خانقاه المعلّى

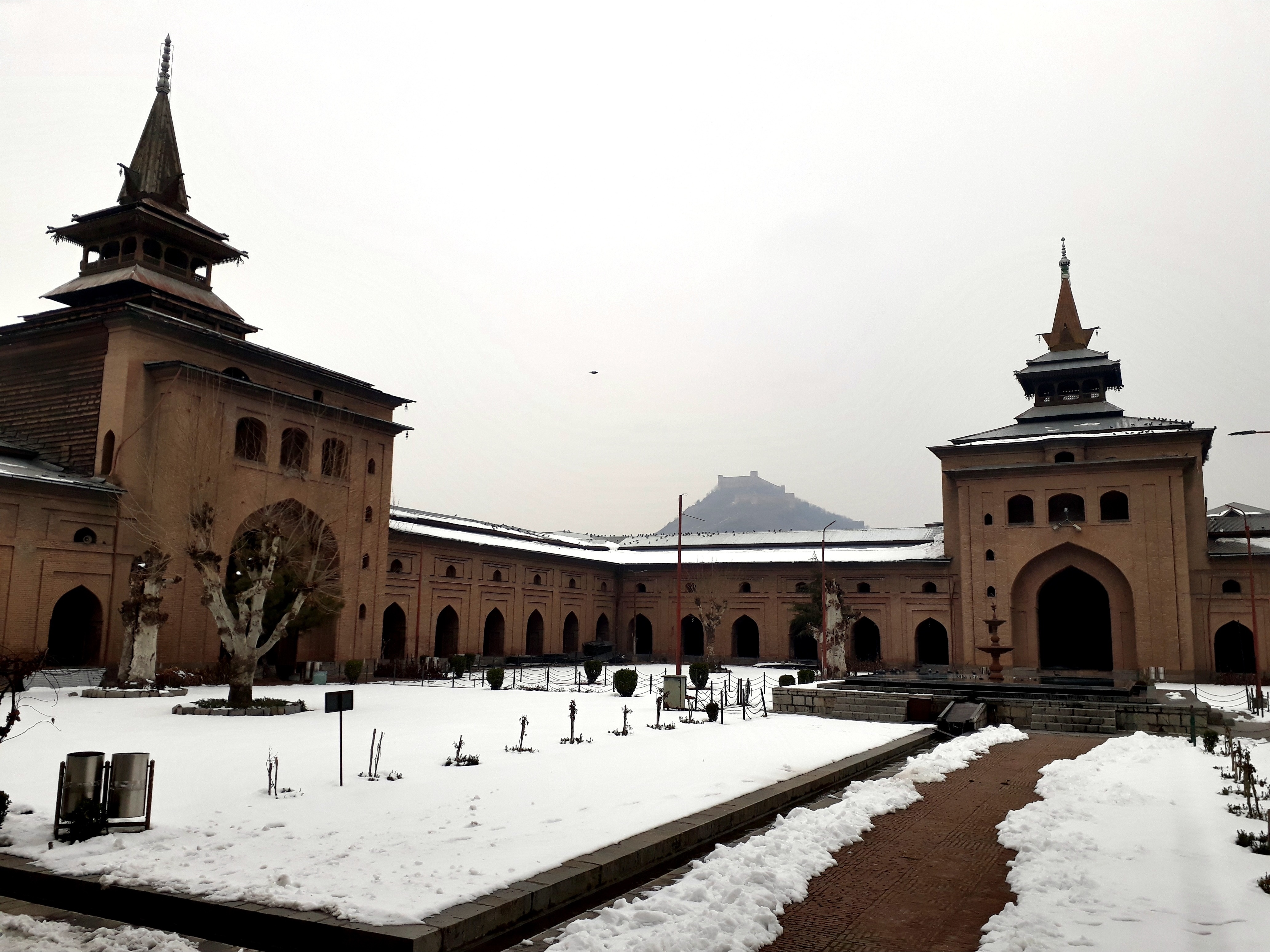
مسجد جاميا، في سريناجار

- المسجد العالي في سريناغار وجامو وكشمير

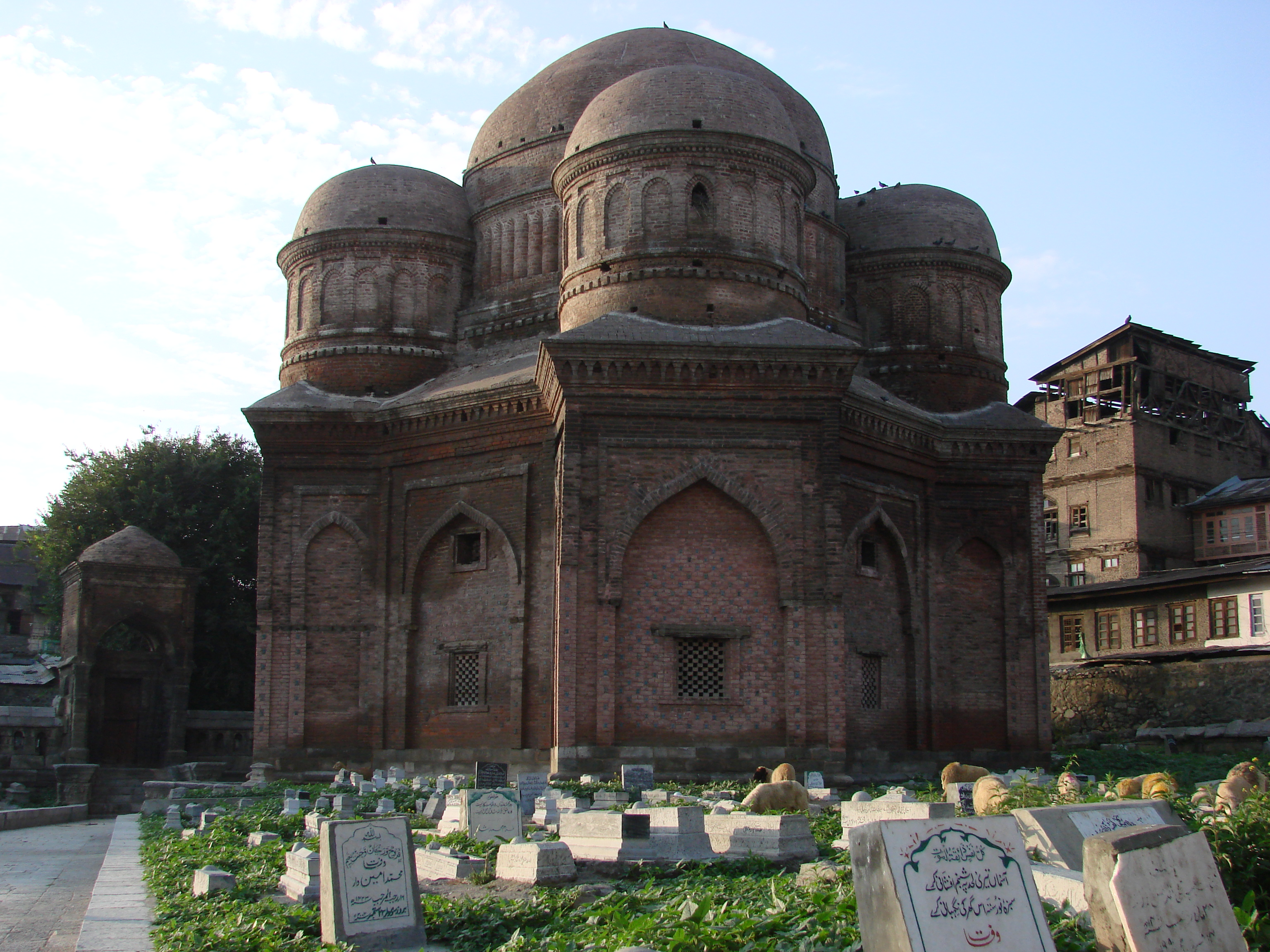
قبر أم زين العابدين في سريناغار

- قبر أم زين العابدين في سريناغار قبر والدة زين العابدين شاه مير في سريناغار
- مسجد أمبريق في غلغت
- مسجد تشاتشان

## شاه مير
عمل شاه مير على نشر الإسلام في كشمير وساعده خلفائه، وخاصةً إسكندر شاه مير، حكم شاه مير لمدة ثلاث سنوات وخمسة أشهر من 1339–42.
وخلفه ابنه الأكبر السلطان جمشيد الذي حكم لمدة عام وشهرين، وفي عام 1343 تعرض السلطان جمشيد لانقلاب من قبل شقيقه السلطان علاء الدين في عام 1347.
وخلف السلطان علاء الدين اثنين من أبنائه هما: السلطان شهاب الدين والسلطان قطب الدين.

## السلالة

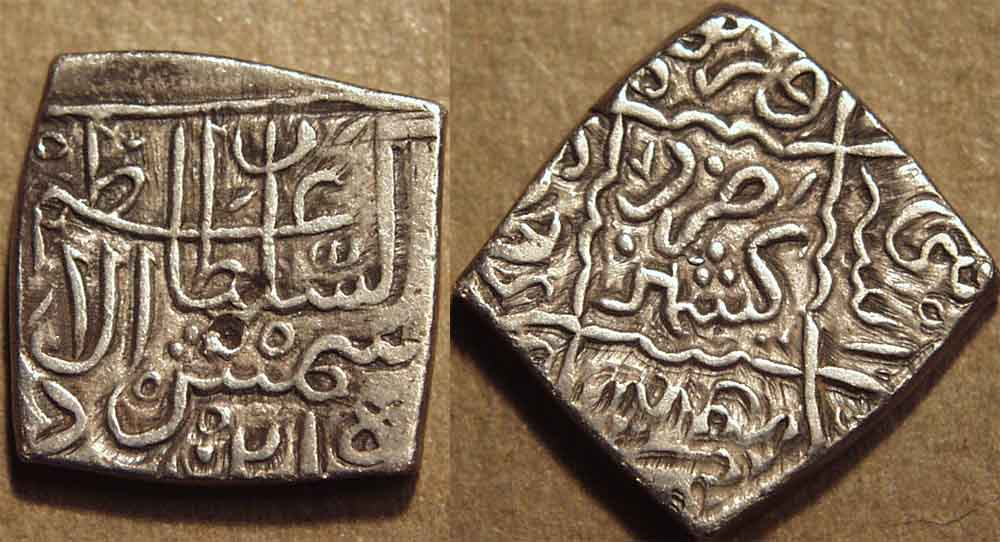
عملة فضية منقوش عليها اسم شمس الدين شاه الثاني.

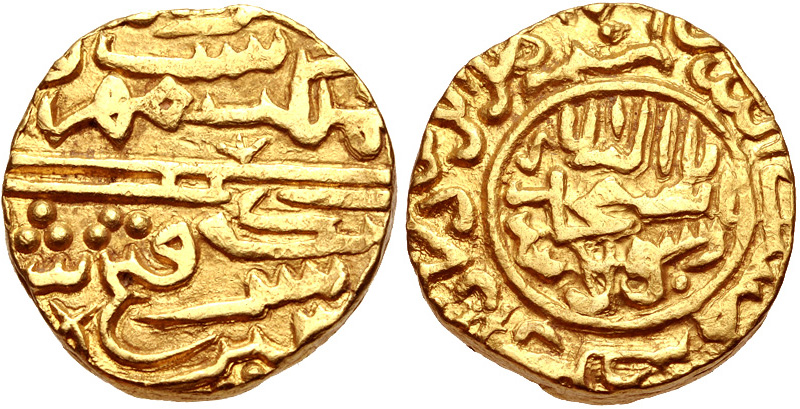
عملة ذهبية منقوش عليها اسم فتح شاه.

| م  | الاسم                      | بداية الحكم |
| -- | -------------------------- | ----------- |
| 1  | شمس الدين شاه مير          | 1339        |
| 2  | جمشيد                      | 1342        |
| 3  | علاء الدين                 | 1343        |
| 4  | شهاب الدين                 | 1354        |
| 5  | قطب الدين                  | 1373        |
| 6  | إسكندر شاه مير             | 1389        |
| 7  | علي شاه                    | 1413        |
| 8  | زين العابدين شاه مير       | 1420        |
| 9  | حسن شاه                    | 1472        |
| 10 | محمد شاه                   | 1484        |
| 11 | فتح شاه                    | 1486        |
| 12 | محمد شاه (الولاية الثانية) | 1493        |
| 13 | فتح شاه (الولاية الثانية)  | 1505        |
| 14 | محمد شاه (الولاية الثالثة) | 1514        |
| 15 | فتح شاه (الولاية الثالثة)  | 1515        |
| 16 | محمد شاه (الولاية الرابعة) | 1517        |
| 17 | إبراهيم شاه                | 1528        |
| 18 | نازوك شاه                  | 1529        |
| 19 | محمد شاه                   | 1530        |
| 20 | شمس الدين الثاني           | 1537        |
| 21 | إسماعيل شاه                | 1540        |
| 17 | نازوك شاه الثاني           | 1540        |
| 18 | إبراهيم شاه الثاني         | 1552        |
| 19 | إسماعيل شاه الثاني         | 1555        |
| 20 | حبيب شاه                   | 1557-1561   |